# Krzysztof Jaksa Kwiatkowski (zm. ok. 1700)
Krzysztof Jaksa Kwiatkowski  herbu Gryf (ur. ok. 1630, zm. ok. 1700) – cześnik lubelski w latach 1663–1690, podstarości i sędzia grodzki nowokorczyński w latach 1676–1681, pisarz grodzki nowokorczyński w latach 1658–1662, 1667–1672.
Marszałek sejmików deputackich opatowskich w latach 1673 i 1677. Poborca podatkowy sejmiku opatowskiego w latach 1659–1660 i 1662.
Poseł na sejm 1677 roku z województwa sandomierskiego.